# Календарная эра
Календарная эра — начальный момент летоисчисления, связанный с каким-либо выдающимся историческим или легендарным событием. Эрой называют и саму систему летоисчисления. Слово «эра» происходит от латинского слова aera — исходное число или от первых букв латинской фразы «Ab exordio regni Augusti», что означает «от начала воцарения Августа». Почти каждый из древних народов вёл отсчёт времени по-своему, от важного для них события, пользовался своей эрой. На протяжении тысячелетий были созданы сотни эр. Очень древними являются эры «от сотворения мира»: александрийская, которая началась 29 августа 5493 года до н. э., антиохийская — 1 сентября 5969 года до н. э. (по другим источникам — 5515 год до н. э. или 5507 год до н. э.), византийская — 1 марта 5508 года до н. э. По древнееврейскому календарю сотворение мира произошло, согласно Библии, в 3761 году до н. э.
В зависимости от характера события, различают астрономические, религиозные и политические эры. Например, к астрономическим эрам относится эра Кали в Индии, по которой отсчёт времени вёлся от 18 февраля 3102 года до н. э., когда было зафиксировано особое расположение некоторых планет. К политическим эрам относятся те, в которых годы считали от вступления на престол правителей, от даты основания городов или других событий. Например, в Древнем Египте летоисчисление вели от начала правления каждого фараона, в Древнем Риме — по времени правления консулов. Эра вавилонского царя Набонасара началась с 26 февраля 747 года до н. э., эра Селевкидов — с 1 октября 312 года до н. э., эра Диоклетиана — с 29 августа 284 года, эра от основания Рима — с 21 апреля 753 года до н. э. К религиозным эрам относятся: буддийская, которая началась с 544 года до н. э., мусульманская эра — хиджра — переселение пророка Мухаммеда из Мекки в Медину — с 16 июля 622 года, христианская — от Рождества Христова. В VI веке христианское летоисчисление распространилось в странах Западной Европы, а к XIX веку — во всех христианских странах. Эра от Рождества Христова, которую ещё называют новой или нашей эрой, является современной международной эрой.